# リアジェット85

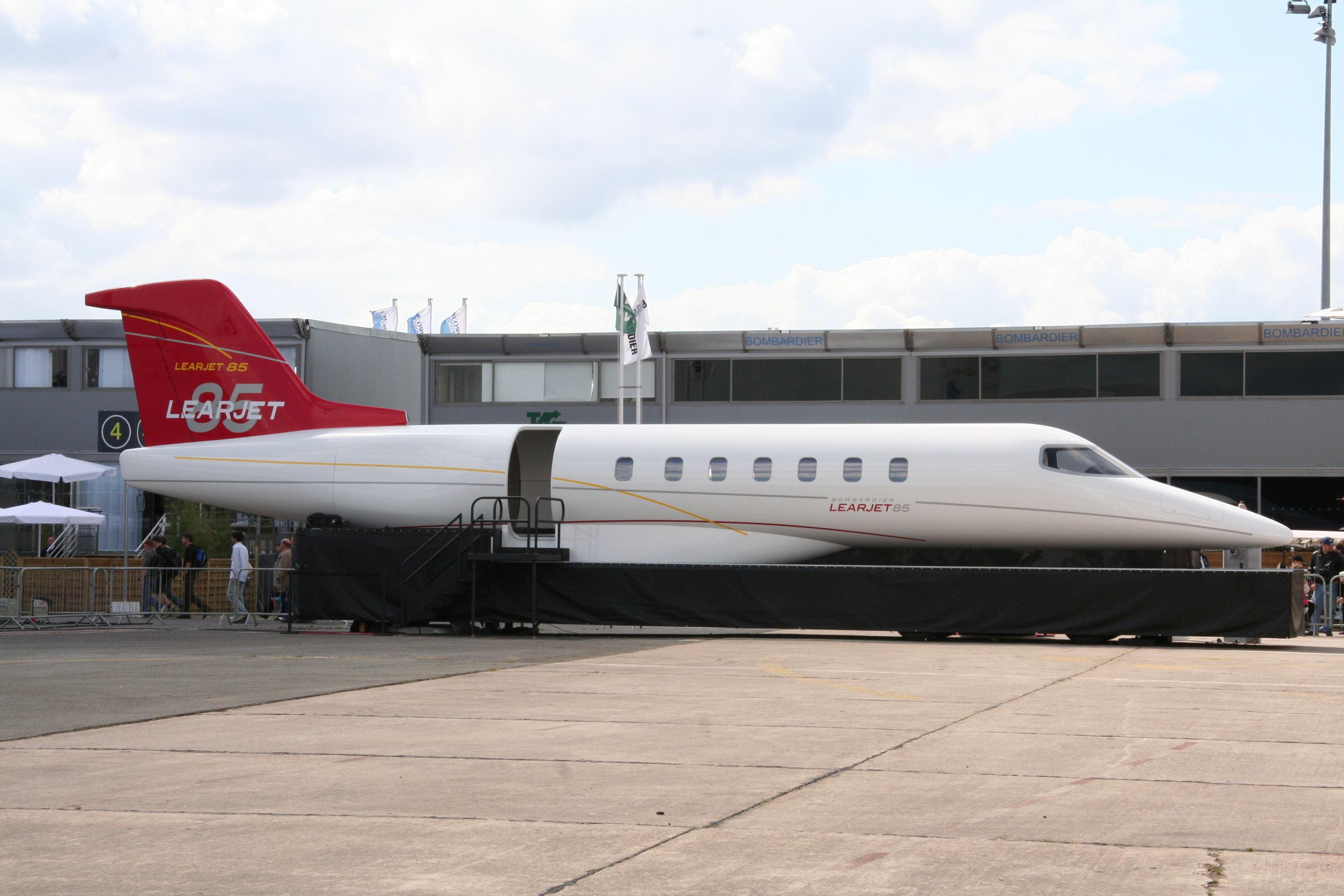
リアジェット85

リアジェット85(Learjet 85)はボンバルディア・エアロスペース（リアジェット・ブランド）が開発中のビジネスジェット機。2007年10月に開発が発表された。リアジェット85は全複合材料製で、これはボンバルディア・エアロスペースのビジネスジェット機では初めてのものとなる。FARパート25基準に適合する。
速度はマッハ0.82を目指し、北アメリカ大陸横断が可能な航続距離3,000海里を予定している。乗員2名、乗客8名搭乗可能。主翼は低翼配置で、翼端はウイングレットを有する。エンジンは胴体後部左右にあり、T字尾翼となっている。アビオニクスとしてグラスコックピットを採用し、操縦席にはLCDディスプレイ3基が設置される。2009年の開発完了を目指している。
飛行試験1号機の初飛行は2014年4月に実施された。しかし、2015年1月に、オーダーが少ないことおよび開発費用が嵩んだことにより、開発が中断された。ボンバルディアは本機よりもCSeriesとGlobal 7000/8000に資源をつぎ込むことに決定した。2015年10月、正式に本機の開発はキャンセルされた。